# Omocyrius fulvisparsus
Omocyrius fulvisparsus là một loài bọ cánh cứng trong họ Cerambycidae.